# Latifa bint Mohammed al-Maktoum
Latifa bint Mohammed al-Maktoum, född 5 december 1985, är en emiratisk prinsessa (sheikha), som är dotter till Dubais emir Mohammed bin Rashid Al Maktoum. Hon har vid två tillfällen försökt fly från Dubai, med hänvisning till att hon har velat leva i frihet, men har vid båda tillfällena gripits och mot sin vilja återförts till Dubai. Vid senaste tillfället, i februari 2018, försökte hon fly genom att ta sig till internationellt vatten utanför Indiens kust, men tvingades tillbaka genom en gemensam insats av Indien och Dubai i mars samma år. I december 2018 tillkännagav Dubais domstol att hon var tillbaka i emiratet.
Under flyktförsöket 2018 fick hon hjälp av den finländska personliga tränaren Tiina Jauhiainen.